# Filippo Furiani
Filippo Furiani (Bastia Umbra, 19 ottobre 1977) è un calciatore italiano, di ruolo centrocampista.

## Carriera
Dopo il debutto nel Campionato Nazionale Dilettanti con il Bastia Umbra, club del suo paese, nel 1995 passa alla Fermana in Serie C2 da cui ottiene la promozione in Serie C1. Nel 1997 passa al Cosenza, dove gioca 3 partite e ottiene la vittoria del campionato di Serie C1. La stagione seguente viene ceduto alla Pistoiese in Serie C1, dove ottiene la vittoria del campionato di Serie C1.
Nel 1999 passa al Palermo dove contribuisce alla vittoria della Serie C1 nella stagione 2000-2001 e l'anno seguente milita in Serie B.
Nel 2002 si trasferisce al Pisa dove rimane per due stagioni (nella prima vede sfumare la promozione in Serie B nella finale play-off contro l'Albinoleffe, gara in cui aveva segnato anche una rete nei supplementari).
Nel 2004 passa alla Cremonese dove contribuisce alla vittoria della Serie C1 e l'anno seguente milita in Serie B.
Nel 2006 scende in Serie C2 alla Sassari Torres rimanendovi per due anni. Dal 2008 gioca con il Foligno in Lega Pro Prima Divisione.
Complessivamente ha totalizzato 55 presenze (e 4 reti) in Serie B.

## Palmarès

### Club

#### Competizioni nazionali
- Campionato italiano Serie C1: 4

Cosenza: 1997-1998
Pistoiese: 1998-1999
Palermo: 2000-2001
Cremonese: 2004-2005

Campionato italiano Serie C2: 1
Fermana: 1995-1996